# Geysa Bôscoli
Geysa Gonzaga de Bôscoli (Rio de Janeiro, 25 de janeiro de 1907 — Caxambu, 7 de novembro de 1978) foi um teatrólogo, jornalista, escritor e compositor brasileiro.
Sobrinho de Chiquinha Gonzaga, era irmão de Jardel Jercolis (pseudônimo de Jardel Gonzaga de Bôscoli) e tio de Heber de Bôscoli, Ronaldo Bôscoli e Jardel Filho. Estudou nos Colégios Alfredo Gomes e Ateneu Boscoli e formou-se pela Faculdade de Direito do Rio de Janeiro,  em 1927. 
Suas canções mais conhecidas incluem Céu e mar (com Custódio Mesquita e Jardel Jercolis) e Naná (com Custódio Mesquita e Jardel Jércolis).